# Paraechinus nudiventris
Paraechinus nudiventris — вид ссавців з роду Paraechinus, родини їжакових. Раніше вид вважали вимерлим. 

## Поширення
Нещодавно цих їжаків знайшли на території сучасної Індії. Він є ендеміком півдня Індії (штати Таміл-Наду і Андхра-Прадеш). Зустрічаються до висоти 700 м над рівнем моря. Живе в сухих листяних чагарникових районах з акацією і скелястих місцях проживання. Це риючий і нічний вид. У багатьох джерелах належить до роду вухатих їжаків. 

## Опис
Короткі, рифлені біло-коричневі колючки, які охоплюють верхню частину тіла, характеризують цих їжаків. Обличчя і живіт вкриває м'яке світле хутро. Має здатність згорнути своє тіло в щільну кулю, при обороні.

## Поведінка
Тварина риюча й веде нічний спосіб життя. Викопує нору під колодою, в листі, біля скель і більшу частину дня проводить у сні. Прокидаються в сутінках і шукають їжу. Має гарний нюх і слух. Всеїдний, але надає перевагу комахам.